# Kanton Argentan-Ouest
Kanton Argentan-Ouest (francouzsky Canton d'Argentan-Ouest) byl francouzský kanton v departementu Orne v regionu Dolní Normandie. Tvořilo ho šest obcí. Zrušen byl po reformě kantonů 2014.

## Obce kantonu
- Argentan (západní část)
- Commeaux
- Fontenai-sur-Orne
- Moulins-sur-Orne
- Occagnes
- Sarceaux